# Lewko
Lewko (XIV w.) – żydowski bankier i osobisty faktor królów Polski. Po raz pierwszy wzmiankowany w źródłach w 1363, był już wówczas lichwiarzem związanym z królewskim dworem.
Lewko urodził się w Krakowie przy ulicy Żydowskiej. Był synem Jordana i Kaschyczy/Kaschischy. 
W źródłach pojawił się po raz pierwszy w 1363 jako bankier króla Kazimierza Wielkiego. Bogaczem był już jego ojciec Jordan, który pożyczał pieniądze krakowskim rajcom, a być może także królowi. Kaschycza także pochodziła z zamożnej rodziny. Jako posag wniosła do małżeństwa z Jordanem połowę dworu zlokalizowanego przy ulicy Żydowskiej (platea Iudaeorum) na terenie istniejącej wówczas dzielnicy żydowskiej w Krakowie, pomiędzy działkami należącymi do chrześcijanina Grzegorza i Żyda Merklina.
W źródłach chrześcijańskich wymieniane jest imię żony Lewka – Swonka. Prawdopodobnie była wyraźnie młodsza od niego, bowiem ostatnia wzmianka o nim pochodzi z 1395, a o Swonce źródła wspominają także na początku lat 20. XV w. Mieli czterech synów: Jordana, Abrahama, Kanaana i Izraela, a także jedną córkę – Gołdę. Z czasem Lewko wybudował przy ulicy Żydowskiej dom. Usytuował go na scalonych uprzednio gruntach, tuż przy murze miejskim, w pobliżu synagogi. Nawet wiele lat po śmierci Lewka domostwo było określane jako domus Levconis. 
We wrześniu 1363 Kazimierz Wielki wydał wyrok w sprawie sporu między bankierem Lewkiem a podkomorzym sandomierskim Rafałem z Tarnowa, na którego przeszedł dług zaciągnięty przez wójta tarnowskiego Jakuba, syna Stepki. Wójt, nie mogąc się wywiązać ze zobowiązania, przekazał wójtostwo wraz z obciążającym je długiem właścicielowi miasta, czyli Rafałowi z Tarnowa. Zabieg ten nie miał jednak wpływu na aktualność długu i Kazimierz Wielki potwierdził prawo żądania zwrotu długu od Rafała z Tarnowa. W grudniu 1363 król otrzymał od podkomorzego tarnowskiego 230 grzywien, pochodzących z długu. W ten sposób król został dłużnikiem Lewka. Już wkrótce nowy zaufany współpracownik króla był w dokumentach wzmiankowany jako vir discretus (dyskretny mężczyzna).
Głównymi dłużnikami Lewka byli kolejni władcy. Wierzyciele zwracali się o zwrot pożyczonych przez władców pieniędzy, ale nie do monarchy, lecz do fideiussores (poręczycieli). System poręczeń zabezpieczał władców przed niewypłacalnością i sporem z wierzycielami. Dyskretny współpracownik i bankier był dla monarchów bardzo potrzebny. Kolejni władcy wraz z tronem przejmowali aktywa swoich poprzedników razem z ich długami.
Lewko udzielał także pożyczek pod zastaw czynszów z nieruchomości położonych poza dzielnicą żydowską: przy ulicy Szewskiej, Dominikańskiej, św. Jana i naprzeciwko kościoła św. Marka. Jego wierzycielami byli między innymi: Władysław II Jagiełło, książę mazowiecki Siemowit IV, Władysław Opolczyk, krakowscy mieszczanie, wójtowie, dostojnicy z różnych części kraju, w tym wojewodowie (krakowski Jan z Tarnowa, kaliski Sędziwój, łęczycki Jan Ligęza, poznański Bartosz z Wisemburga, kanclerz wielki koronny Mikołaj Zaklika), kasztelanowie (biecki, czchowski, nakielski, sądecki, wiślicki), Piotr ze Szczekocin (podstoli krakowski) czy chorąży krakowski Żegota.
W 1368 Kazimierz Wielki włączył Lewkę do grona zuparii moderni żup solnych w Wieliczce i Bochni. Lewko był także właścicielem browaru.
Ostatnia wzmianka o nim pochodzi z 1395.